# Rajd Elektreny

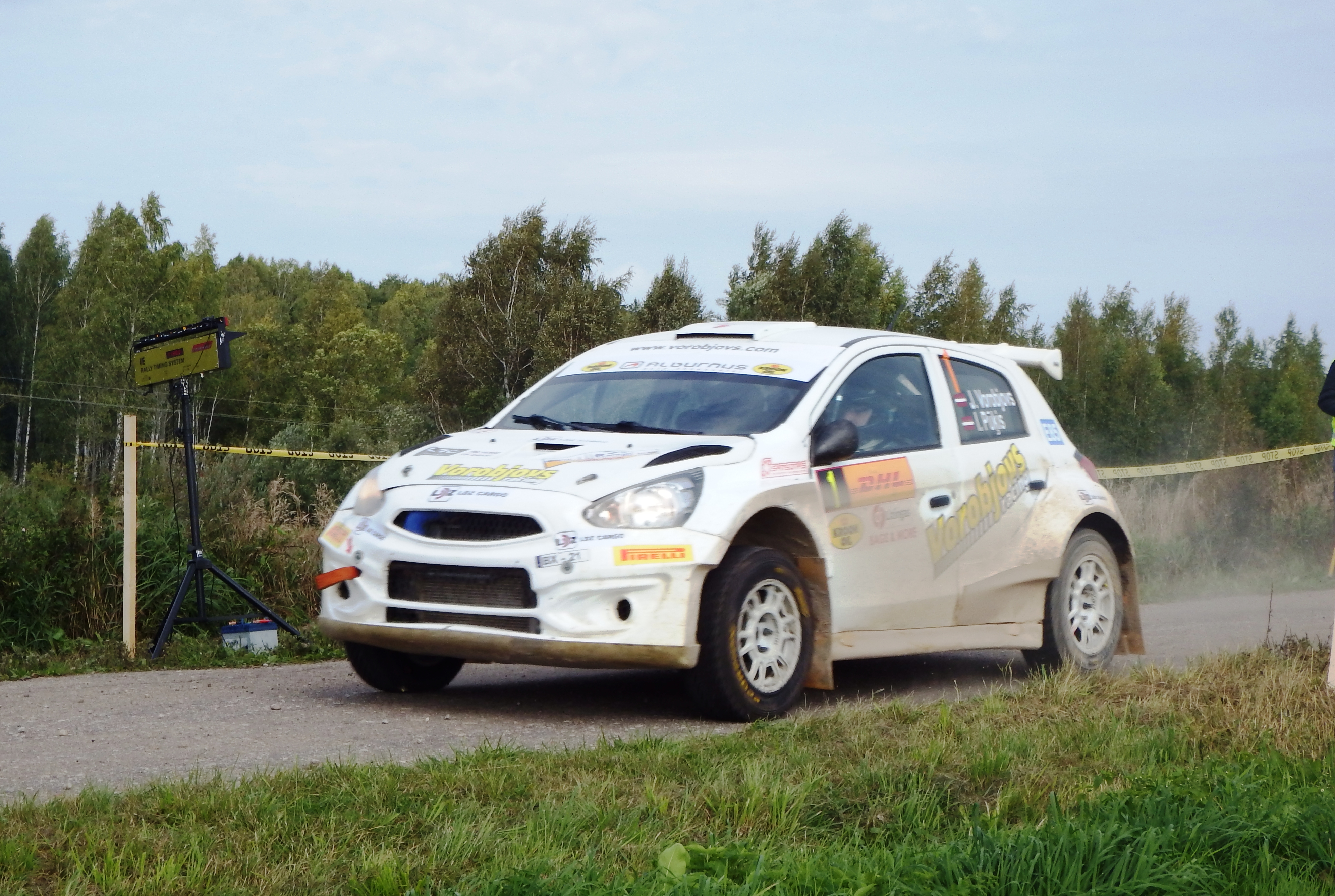
Zwycięzca Rajd Elektreny roku 2017 Jānis Vorobjovs

Rajd Elektreny (Rally Elektrėnai) – organizowany od 2015 roku rajd samochodowy z bazą w litewskim mieście Elektreny. Odbywa się on na szutrowych trasach. Organizowany jest we wrześniu. Od czasu inauguracji rajd ten jest jedną z eliminacji Rajdowych mistrzostw Litwy. W roku 2018 stanowi jedną z eliminacji mistrzostw Polski.

## Zwycięzcy[2]
| Rok  | Nazwa rajdu                        | Kierowca           | Pilot                | Samochód                          | Kategoria  |
| ---- | ---------------------------------- | ------------------ | -------------------- | --------------------------------- | ---------- |
| 2015 | 1. DHL Rally Elektrėnai            | Vaidotas Žala      | Žygimantas Žala      | Mitsubishi Lancer Evo IX          | LARČ       |
| 2016 | 2. DHL Rally Elektrėnai            | Giedrius Notkus    | Dalius Strižanas     | Mitsubishi Lancer Evo IX          | LARČ       |
| 2017 | 3. DHL Rally Elektrėnai            | Jānis Vorobjovs    | Ivo Pūķis            | Mitsubishi Mirage RS Proto Evo II | LARČ       |
| 2018 | 4. Rally Elektrėnai                | Nikołaj Griazin    | Jarosław Fiedorow    | Škoda Fabia R5                    | LARČ, RSMP |
| 2019 | 5. Rally Elektrėnai                | Vaidotas Žala      | Andris Mālnieks      | Škoda Fabia R5                    | LARČ, RSMP |
| 2020 | 6. Kuusamet Group Rally Elektrėnai | Vaidotas Žala      | Andris Mālnieks      | Škoda Fabia R5                    | LARČ       |
| 2021 | 7. Kuusamet Group Rally Elektrėnai | Vaidotas Žala      | Andris Mālnieks      | Škoda Fabia R5                    | LARČ       |
| 2022 | 8. aromama Rally Elektrėnai        | Dominykas Butvilas | Renatas Vaitkevičius | Škoda Fabia R5                    | LARČ       |
| 2023 | 9. Alburnus Rally Elektrėnai       | Vaidotas Žala      | Ivo Pūķis            | Škoda Fabia R5                    | LARČ       |

- LARČ – Rajdowe mistrzostwa Litwy (Lietuvos Automobilių Ralio Čempionatas)
- RSMP– Rajdowe samochodowe mistrzostwa Polski